# Monte Plata
Monte Plata è un comune della Repubblica Dominicana di 45.881 abitanti, situato nella Provincia di Monte Plata, di cui è capoluogo. Comprende, oltre al capoluogo, tre distretti municipali: Don Juan, Chirino e Boyá.